# 松永直吉
松永 直吉（まつなが なおきち、1883年（明治16年）4月19日 - 1964年（昭和39年）7月28日）は、日本の外交官。駐オランダ公使、駐オーストリア公使。

## 経歴
佐賀県出身。1908年（明治41年）、東京帝国大学法科大学政治科を卒業、外交官及領事官試験に合格した。外交官補として北京に赴任。天津領事官補、長沙領事官補、ハンブルク領事官補、ドイツ大使館三等書記官、シアトル領事、外務書記官・会計課長・人事課長、オタワ総領事、ベルギー大使館参事官、外務省条約局長などを歴任。1930年（昭和5年）、駐オランダ公使に就任し、1933年（昭和8年）に駐オーストリア公使に転じた。
1937年（昭和12年）に退官した後は、紀元2600年記念日本万国博覧会事務次長を務めた。1949年（昭和24年）からは外務省研修所長を務めた。

## 家族
松永幸子ー長女
松永宏一ー長男
松永久子ー次女
- 松永信雄 - 二男[3]。外交官。

松永正直ー三男。大蔵省
- 松永次郎 - 弟[3]。海軍中将。
- 赤羽克己 - 妻の兄[3]。南満州鉄道株式会社理事。
- 吉田善吾 - 妹の夫[3]。海軍大将、海軍大臣。
- 岡田喜久治 - 妹の夫[3]。衆議院議員、農林政務次官。参議院議員。